# Notharchus
A Notharchus a madarak (Aves) osztályának harkályalakúak (Piciformes) rendjébe, ezen belül a bukkófélék (Bucconidae) családjába tartozó nem.

## Nevük
Ez a taxonnév a görög nōthēs = „lassú” és arkhos = „főnök” vagy „elől járó” szavak összevonásából jött létre.

## Előfordulásuk
A különböző Notharchus-fajok Mexikótól kezdve, egészen Argentínáig és Paraguayig fordulnak elő. A trópusi esőerdők lakói.

## Rendszerezés
A nembe az alábbi 6 faj tartozik:
- Notharchus hyperrhynchus (Sclater, 1856)[3] - korábban a fehértorkú bukkó alfajának vélték[4]
- fehértorkú bukkó vagy vastagcsőrű bukkó (Notharchus macrorhynchos) (Gmelin, 1788)[5]
- Notharchus ordii (Cassin, 1851)[6]
- Notharchus pectoralis (G. R. Gray, 1846)[7]
- Notharchus swainsoni (G. R. Gray, 1846)[8]
- Notharchus tectus (Boddaert, 1783)[9]